# Gustavo Menéndez
Gustavo Adolfo Menéndez (Parque San Martín, 2 de febrero de 1967) es un abogado, empresario y político argentino, perteneciente a Unión por la Patria. Es intendente del partido de Merlo desde el año 2023, cargo que ya ocupó entre los años 2015 y 2021. 

## Biografía
Menéndez nació en Parque San Martín en un hogar de clase media baja, hijo de madre soltera. Su madre se llamaba Yolanda Norma Menéndez y fue operaria textil, y militante peronista. Su padre fue Cayetano Vitale, fue un gremialista pionero en Merlo, fundador y Secretario General de las 62 Organizaciones Peronistas de la Zona Oeste, quien no quiso reconocer a ninguno de sus dos hijos que tuvo con Menéndez. La señora Menéndez fue entonces la jefa de hogar de la familia, y con sus dos hijos (Gustavo y Karina), se mudan a la vecina localidad de Padua cuando sus hijos aún eran niños. Gustavo realiza sus estudios secundarios en el Colegio Manuel Belgrano de Merlo en donde se recibe de bachiller en 1985. En esos años Gustavo Menéndez recibe el apodo de "el Tano Menéndez" por el que es conocido entre sus amigos. En 1983, vuelta la democracia, la señora Menéndez es elegida concejal en el Concejo Deliberante de Merlo. En 1986 Gustavo Menéndez ingresa a la Universidad de Morón en donde milita en el peronismo universitario y se recibe de abogado. En 1987 comienza a trabajar como empleado administrativo en la Dirección de Asuntos Legales en la Municipalidad de Merlo. Con el regreso de la democracia en 1983, el Municipio de Merlo vive en un verdadero caos político; tres intendentes se suceden en cuatro años (Leopoldo Suárez, Mateo Zencich y José Filatro), tras acusaciones de corrupción y malversación de fondos. Al intendente Gustavo Green (1987-91) le sucedió el diputado provincial Raúl Othacehé. Durante la primera intendencia de Othacehé, Menéndez ocupa la Subsecretaría de Tierra.
En 1995, luego de años de servicio, Menéndez rompe políticamente con Othacehé lo que origina una enemistad personal con el intendente que signará su vida política durante los próximos veinte años.

## Trayectoria política
En las elecciones de 2003, Menéndez apoya la candidatura presidencial de Néstor Kirchner y Othacehé la de Adolfo Rodríguez Saá: en el distrito de Merlo Kirchner sale primero y Saá tercero. Con su candidato victorioso, Menéndez y la oposición en Merlo le presentan a Kirchner todas las denuncias a los derechos humanos contra Othacehé. Othacehé se acerca a Néstor Kirchner, le ofrece su apoyo político y en un acto de realismo político, Kirchner deshace su alianza con Menéndez y se alía con Othacehé, archiva las denuncias y le impide a Menéndez participar de las elecciones internas del Frente para la Victoria (FPV) en Merlo de 2003, 2005, 2007, 2009 y 2011.
En 2007, Menéndez era Director Provincial de Casinos  en la administración de Felipe Solá y se le inicia una causa judicial por defraudación por la desaparición de 600.000 pesos (de esa época) del Tesoro del Casino Central de Mar del Plata. La causa fue elevada a juicio oral en 2015. El 20 de diciembre de 2018, Menéndez fue condenado en el Juzgado Correccional Nº3 de Mar del Plata La causa que llevó a Menéndez a juicio fue conocida como "Mochila Verde" y esta da nombre al otro apodo por el que es conocido: "Mochila Menéndez"
Sin embargo, a fines de 2022, la Corte Suprema de Justicia de Buenos Aires consideró que ciertas pruebas que favorecían a Menéndez no habían sido tenidas en cuenta en el juicio, por lo que dejaron sin efecto la sentencia condenatoria y ordenaron emitir una nueva sentencia, razón por la que el juicio deberá realizarse nuevamente.
En 2011, el secretario de Legal y Técnica Carlos Zannini le impidió a Menéndez competir en la interna con Othacehé. Vetado por, quinta vez, Menéndez deja el FPV y busca apoyo en Eduardo Duhalde y el Frente Popular para participar de las elecciones a intendente en 2011; se postula como candidato a intendente, queda segundo con el 13 % de los votos aunque coloca a dos concejales en el concejo deliberante local.
Menéndez y sus seguidores se dedican a organizar una estructura política propia y funda la agrupación Grande Merlo.
Menéndez y sus compañeros de Grande Merlo recibieron durante todos eso años todo tipo de ataques por parte del intendente Othacehé, difamaciones, armado de causas judiciales, intimidaciones, destitución de concejales, ataques físicos y difamaciones con panfletos anónimos que se arrojaban en la vía pública y que en Merlo se conocen como volanteadas. Los episodios de violencia se repitieron en 2011, en 2013 y en 2015.
Menéndez participó de las sesiones de la Comisión de Derechos Humanos y Garantías de la Cámara Diputados del 22 de abril de 2010 que se constituyó en Merlo bajo la presidencia de la diputada nacional Victoria Donda y de las Audiencias en el Congreso del 10 de agosto de 2011 en donde se presentaron las denuncias por violación a los derechos humanos en Merlo.
En las elecciones de 2013 Grande Merlo concreta una alianza con Sergio Massa y el Frente Renovador (FR), sale segundo con 95.853 (34,89%) —detrás de Othacehé con 100.175 votos, el 36,46% —y Menéndez es elegido concejal junto con cuatro de sus compañeros.
La gran performance de Massa a nivel nacional hace pensar a Othacehé de pasarse a las filas del FR. En febrero de 2014, Othacehé se suma al FR y le exige a Massa que expulse a Menéndez de sus filas. Como hiciera Néstor Kirchner en 2003 con Menéndez, Massa repudia el acuerdo que tenía con Menéndez insultando públicamente, al decir que no conocía a Menéndez.
Tratando de conseguir apoyo político para su carrera presidencial de 2015, Daniel Scioli invita a Menéndez a que retorne al FPV. Al regresar al FPV Menéndez se alía con la gente de Martín Sabbatella y junto con Nuevo Encuentro, Kolina, La Cámpora, el Movimiento de Unidad Popular (MUP) y otras agrupaciones menores, se prepararon a competir con Otahcehé por la intendencia de Merlo en 2015 en la interna del FPV entre Menéndez y Othacehé.
Mientras tanto, Othacehé había expulsado del concejo deliberante por las causas anteriores sobre todo la corrupción y la violencia que desató con su patota en el municipio.
Hacia fines del 2014 las encuestas muestran que Massa comienza a perder gran cantidad de intención de votos y muchos intendentes del conurbano comienzan a abandonar el FR. Uno de los últimos fue Othacehé que deja el FR en mayo de 2015 y retorna al FPV con la sorpresa que por primera vez en veinte años debería participar de una elección interna —esta vez con Gustavo Menéndez — y por primera vez en una interna abierta.
En las Elecciones Primarias Abiertas y Obligatorias del 9 de agosto de 2015, Gustavo Menéndez vence a Raúl Othacehé por 16 puntos de diferencia (56,7% contra 40,6%) y más de 20.000 votos, consagrándose como el candidato a intendente de Merlo por el Frente para la Victoria (FPV).
En las elecciones presidenciales de Argentina de 2015, Menéndez se consagra intendente electo de Merlo con el 55,6 % de los votos, ocho puntos más de los que obtuvo Scioli en el distrito (47,71 %).
Menéndez juró como intendente de Merlo el 9 de diciembre de 2015 pasadas las 12:30 h poniendo fin a 24 años de Intendencia de Raúl Othacehé, quien presentó la renuncia a su cargo esa mañana, un día antes del final de su mandato.
El 27 de octubre de 2019, fue reelecto Intendente de Merlo con el 63,56% de los votos para el período 2019-2023.
En el 2021 abandona la intendencia de Merlo y asume como presidente del Grupo Provincia, quedando como intendente de Merlo Karina Menéndez, hermana de Gustavo.
El 22 de octubre de 2023, fue electo Intendente de Merlo para el tercer período con el 43,46% de los votos.